# Cantón de Lons-le-Saunier-Norte
El cantón de Lons-le-Saunier-Norte era una división administrativa francesa, que estaba situada en el departamento de Jura y la región de Franco Condado.

## Composición
El cantón estaba formado por ocho comunas más una fracción de la comuna que le daba su nombre:
- Chille
- Condamine
- Courlans
- Courlaoux
- L'Étoile
- Lons-le-Saunier (fracción)
- Montmorot
- Saint-Didier
- Villeneuve-sous-Pymont

## Supresión del cantón de Lons-le-Saunier-Norte
En aplicación del Decreto nº 2014-165 de 17 de febrero de 2014, el cantón de Lons-le-Saunier-Norte fue suprimido el 22 de marzo de 2015 y sus 9 comunas pasaron a formar parte del nuevo cantón de Lons-le-Saunier-1.